# Logarytm naturalny

Wykres logarytmu naturalnego w kartezjańskim układzie współrzędnych

Logarytm naturalny, logarytm Nepera, logarytm hiperboliczny – logarytm o podstawie {\displaystyle e} (liczba Eulera), gdzie {\displaystyle e=2{,}718281828...} Oznaczany {\displaystyle \log _{e},} {\displaystyle \ln }.
Nazwa „logarytm Nepera” pochodzi od nazwiska szkockiego matematyka Johna Nepera, który posługiwał się logarytmami o podstawie zbliżonej do {\displaystyle {\frac {1}{e}}.}

## Logarytm jako pole pod wykresem

Logarytm naturalny ln(x) jako całka z funkcji 1/x

Logarytm naturalny liczby {\displaystyle a} można zdefiniować jako pole pod wykresem funkcji {\displaystyle f(x)={\frac {1}{x}}} w przedziale od {\displaystyle 1} do {\displaystyle a{:}}
{\displaystyle \ln(a)=\int \limits _{1}^{a}{\frac {1}{x}}\ \mathrm {d} x.}

## Logarytm jako granica
Logarytm naturalny można zdefiniować również jako pewną granicę:
{\displaystyle \ln a=\lim _{x\to 0}{\frac {a^{x}-1}{x}}.}

### Dowód
Oznaczmy:
|  |  | {\displaystyle a^{x}-1={\frac {1}{z}}} |  | (1) |

Wtedy {\displaystyle a^{x}={\frac {1}{z}}+1.} Logarytmując obustronnie przy podstawie {\displaystyle e,} otrzymujemy:
{\displaystyle x\ln a=\ln \left(1+{\frac {1}{z}}\right),}
{\displaystyle {\frac {1}{x}}={\frac {\ln a}{\ln \left(1+{\frac {1}{z}}\right)}}.}
Mnożąc obustronnie przez (1), otrzymujemy:
{\displaystyle {\frac {a^{x}-1}{x}}={\frac {\ln a}{z\ln \left(1+{\frac {1}{z}}\right)}}={\frac {\ln a}{\ln \left(1+{\frac {1}{z}}\right)^{z}}}.}
Teraz należy wykazać, że przy {\displaystyle x\to 0} mianownik dąży do jednego. Otóż:
{\displaystyle z={\frac {1}{a^{x}-1}}.}
Gdy więc x dąży do zera, mianownik powyższego ułamka dąży do zera, więc z dąży do nieskończoności. Zatem wobec ciągłości logarytmu:
{\displaystyle \lim _{x\to 0}{\frac {a^{x}-1}{x}}={\frac {\ln a}{\ln \lim \limits _{z\to \infty }\left(1+{\frac {1}{z}}\right)^{z}}}.}
Wyrażenie {\displaystyle \left(1+{\tfrac {1}{z}}\right)^{z}} w mianowniku dąży do {\displaystyle e,} więc mianownik jest równy {\displaystyle \ln e=\log _{e}e=1,} co było do okazania.

## Pochodna logarytmu naturalnego
Ogólnie pochodna logarytmu wyrażona jest wzorem:
{\displaystyle {\begin{aligned}(\log _{a}x)'&=\lim _{\Delta x\to 0}{\frac {\log _{a}(x+\Delta x)-\log _{a}(x)}{\Delta x}}\\&=\lim _{\Delta x\to 0}{\frac {1}{\Delta x}}\log _{a}\left({\frac {x+\Delta x}{x}}\right)\\&=\lim _{\Delta x\to 0}{\frac {1}{x}}\log _{a}\left(1+{\frac {\Delta x}{x}}\right)^{\frac {x}{\Delta x}}\\&={\frac {1}{x}}\log _{a}e\\&={\frac {1}{x\ln a}}.\end{aligned}}}
Czyli dla logarytmu naturalnego, gdzie {\displaystyle a=e} otrzymujemy: {\displaystyle (\ln x)'={\frac {1}{x}}.}
Wartości pochodnych wyższych rzędów możemy wyznaczyć ze wzoru na {\displaystyle n}-tą pochodną logarytmu naturalnego, czyli: {\displaystyle (\ln x)^{(n)}=-1^{(n-1)}\cdot {\frac {(n-1)!}{x^{n}}}.}

## Własności
- {\displaystyle \ln(xy)=\ln(x)+\ln(y)} dla {\displaystyle x,y>0}
- {\displaystyle \ln(x)<\ln(y)} dla {\displaystyle 0<x<y}
- {\displaystyle {\frac {h}{1+h}}\leqslant \ln(1+h)\leqslant h} dla {\displaystyle h>-1}

Powyższe własności jednoznacznie definiują funkcję {\displaystyle \ln :(0,\infty )\to \mathbb {R} }
- {\displaystyle \ln \left({\frac {x}{y}}\right)=\ln(x)-\ln(y)} dla {\displaystyle x,y>0}
- Jeśli ciąg {\displaystyle c_{n}\to 0,c_{n}>-1,c_{n}\neq 0,} to:

{\displaystyle {\frac {\ln(1+c_{n})}{c_{n}}}\to 1}
- {\displaystyle \ln e^{x}=x,}
- {\displaystyle e^{\ln x}=x} dla {\displaystyle x>0,}
- {\displaystyle \ln x\ =\ln 10\cdot \log x\ \approx 2{,}303\ \log x}
- {\displaystyle \int {\frac {dx}{x}}=\ln |x|+C}
- {\displaystyle \int {\frac {f'(x)}{f(x)}}dx=\ln |f(x)|+C}
- {\displaystyle \ln(x)\leqslant x-1}

## Rozwinięcie wszereg Maclaurina
{\displaystyle \ln(1+x)=\sum _{n=1}^{\infty }{\frac {(-1)^{n+1}}{n}}x^{n}=x-{\frac {x^{2}}{2}}+{\frac {x^{3}}{3}}-\ldots } dla {\displaystyle -1<x\leqslant 1}
{\displaystyle \ln(x)=\sum _{n=1}^{\infty }{\frac {(-1)^{n+1}}{n}}(x-1)^{n}=(x-1)-{\frac {(x-1)^{2}}{2}}+{\frac {(x-1)^{3}}{3}}-{\frac {(x-1)^{4}}{4}}\ldots } dla {\displaystyle 0<x\leqslant 2}